# کاستل‌مارته
کاستل‌مارته (به ایتالیایی: Castelmarte) یک کومونه در ایتالیا است که در استان کومو واقع شده‌است. کاستل‌مارته ۱٫۹ کیلومتر مربع مساحت و ۱٬۲۹۳ نفر جمعیت دارد و ۴۵۹ متر بالاتر از سطح دریا واقع شده‌است.